# Giulietto Chiesa
Giulietto Chiesa (Acqui Terme, 4 settembre 1940 – Roma, 26 aprile 2020) è stato un giornalista e politico italiano.

## Biografia
Nato da una famiglia originaria di Carrega Ligure (AL), nell'alta val Borbera, si diploma conseguendo la maturità classica.
È stato vice presidente dell'Unione goliardica italiana dal 1967 al 1968, occupandosi anche dell'Unuri, l'organismo rappresentativo nazionale degli studenti, e poi dirigente nazionale della Federazione Giovanile Comunista Italiana. Dal 1970 al 1979 è stato dirigente della Federazione di Genova del Partito Comunista Italiano (PCI); infine è stato capogruppo per il PCI nel consiglio provinciale di Genova dal 1975 al 1979, distinguendosi per le posizioni filo-sovietiche. È morto improvvisamente la notte del 26 aprile 2020 a 79 anni, stroncato da un infarto.

### Giornalismo
Giornalista professionista, è stato corrispondente da Mosca per L'Unità e La Stampa, oltre che per il TG5, il TG1 e il TG3. Nel 1980, dopo essere entrato in conflitto con il PCI ligure, Chiesa entra a L'Unità, la quale lo manda a Mosca per le Olimpiadi 1980 al posto del corrispondente Carlo Benedetti.
Chiesa si fa notare per l'irriverenza nel raccontare la vita quotidiana nell'URSS. L'agenzia sovietica TASS ne chiede la rimozione, che Berlinguer rifiuta. Nel frattempo Chiesa si stabilisce a Mosca con la compagna Fiammetta Cucurnia (corrispondente per La Repubblica), impara la lingua russa e, grazie alle competenze politiche maturate nel partito diventa uno dei più stimati "cremlinologi" degli anni della glasnost' e perestrojka di Michail Gorbačëv, stringendo rapporti con dissidenti riabilitati come Roj Medvedev e Lev Karpinskij. Alla fine del decennio Chiesa scrive per un anno per La Stampa.
Dal 1º settembre 1989 al 1º agosto 1990, Chiesa è fellow del Kennan Institute for Advanced Russian Studies, al Woodrow Wilson International Center for Scholars di Washington, per il progetto Democratization of Soviet Society: Problems and Possibilities. In tale progetto sarà autore nel giugno 1990 di un documento, l'occasional paper n. 237, dal titolo Transition to Democracy in the USSR: Ending the Monopoly of Power and the Evolution of New Political Forces. Nel 1990-1991 Chiesa ha tenuto a Mosca Lezioni sulla teoria e la pratica del giornalismo presso L'Istituto della gioventù.
Ha lavorato per diverse testate e riviste (La Stampa, Galatea, Megachip, MicroMega, Il manifesto, Latinoamerica). In Russia ha tenuto per diversi anni una rubrica fissa sul settimanale Kompanija (foglio edito dai circoli degli imprenditori).

### Saggistica
Ha scritto svariati libri sull'Unione Sovietica e sulla Russia, con un taglio che varia tra la storia, la cronaca e il reportage. Il suo primo libro verteva invece sul tentativo fallito della Delta Force di recuperare gli ostaggi statunitensi nell'ambasciata statunitense a Teheran (Operazione Teheran, Bari, De Donato, 1980). In seguito ha scritto L'Urss che cambia (Editori Riuniti, Roma, 1987) assieme allo storico russo Roj Aleksandrovič Medvedev, a quel tempo dissidente. Questo volume è stato tradotto in lingua portoghese nel 1988.
Con Medvedev esce in forma di dialogo nel 1990, per Garzanti, La rivoluzione di Gorbaciov, dapprima pubblicata negli Stati Uniti d'America (Time of Change, Pantheon Books, 1990), e successivamente in Giappone. Nello stesso periodo pubblica Transizione alla democrazia, per Lucarini Editore. Una nuova edizione, rimaneggiata e aggiornata assieme a Douglas Northrop, (Transition to Democracy, University Press of New England, 1991) esce prima negli Stati Uniti e poi in Russia (Perechod k Demokracij, Meždunarodnye Otnošenija, 1991). Seguono Cronaca del Golpe rosso, Milano, Baldini & Castoldi, 1991, e Da Mosca, Cronaca di un colpo di Stato annunciato, Laterza, Bari 1995.

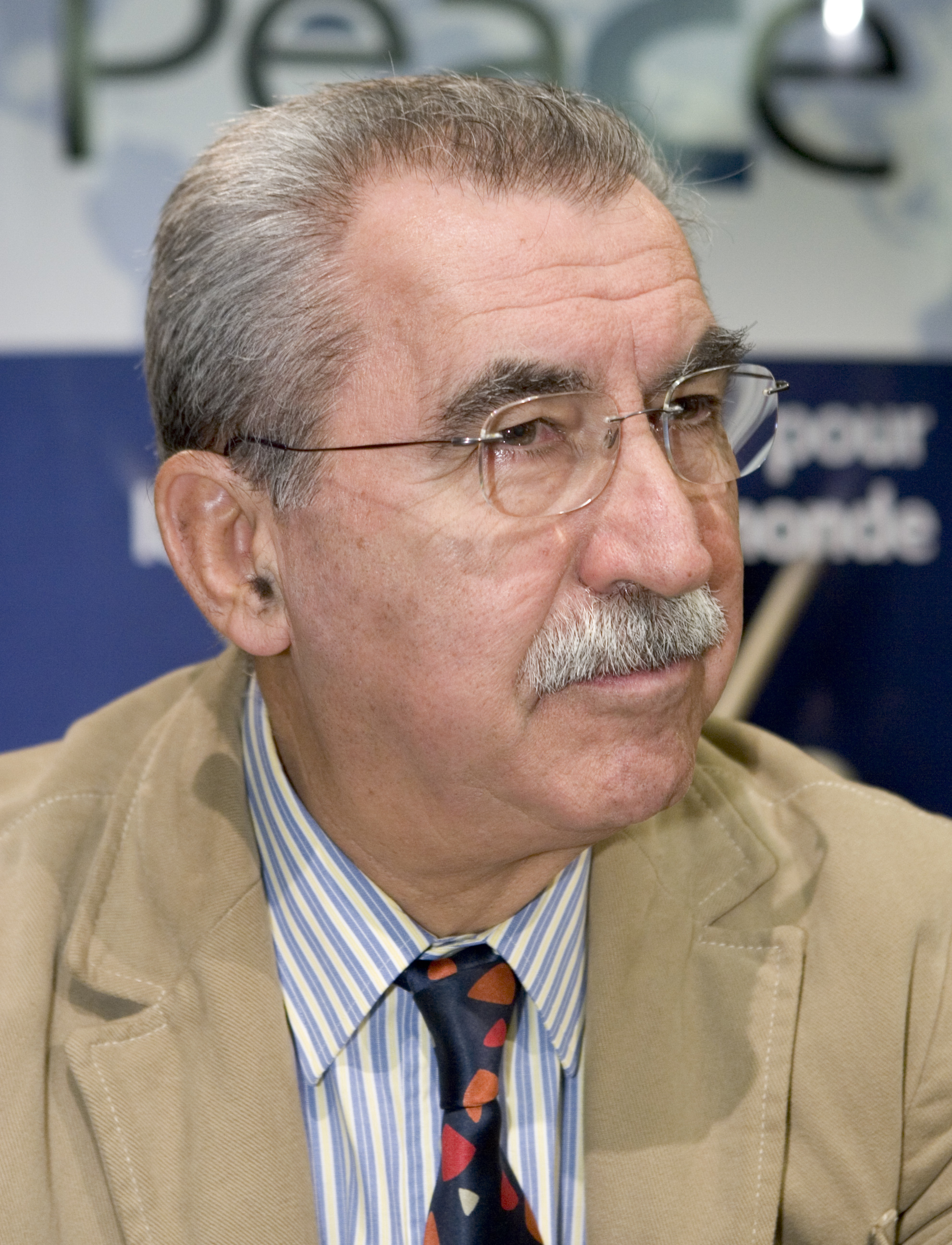
Chiesa nel 2005

Sulle vicende russe ha poi scritto Russia addio (Editori Riuniti, Roma 1997), tradotto anche in lingua russa (Proščaj Rossija, Editrice Geja) con largo successo di pubblico (oltre 80 000 copie), e successivamente in lingua cinese (Editrice Nuova Cina, Pechino 1999) e in lingua greca (Kastaniotis, Atene 2000). Sul tema Russia ha scritto infine Roulette russa, Milano, Guerini e associati, 1999, uscito anche in Russia nel luglio 2000 (Russkaja Ruletka, Prava Cheloveka, 2000). Dal 2001 in poi Giulietto Chiesa scrive e opera soprattutto sui temi della globalizzazione economica, politica e militare, con un'attenzione particolare sui suoi effetti sul sistema dei media di massa. Ha pubblicato molti saggi su questo tema per riviste italiane ed estere.
In Russia sono stati editi due suoi saggi che ricalcano le sue relazioni all'Accademia russa delle scienze e all'Istituto di Economia e Relazioni Internazionali (IMEMO). Collabora con numerosi articoli anche con altri giornali russi: Literaturnaja gazeta, Delovoj vtornik, Moskovskie novosti.
Gli ultimi saggi si concentrano sui temi della guerra e della globalizzazione. Per Einaudi ha scritto G8-Genova, la cronaca dei drammatici fatti del luglio 2001. Per Guerini e associati ha invece pubblicato Afghanistan anno zero, assieme al giornalista e disegnatore satirico Vauro Senesi (con prefazione di Gino Strada, il chirurgo che ha fondato Emergency). Quest'opera ha superato le 115 000 copie vendute, tra i bestseller della saggistica italiana per un anno. Esiste anche un'edizione in lingua greca. Nella primavera 2002 la Feltrinelli ha pubblicato La guerra infinita, anch'esso a lungo fra i saggi più venduti in Italia. Il libro ha un'edizione in lingua tedesca: Das Zeitalter des Imperiums, Europaische Verlagsanstalt, Hamburg 2003.
Sempre con Feltrinelli pubblica nel marzo 2003 il libro Superclan, scritto assieme a Marcello Villari; a Mosca esce invece Beskonečnaja vojna (Detektiv-Press, 2003), una raccolta di saggi che comprende parti di Afghanistan anno zero, de La guerra infinita e di Superclan. Nel 2004 la casa editrice Nottetempo pubblica La guerra come menzogna, di cui esiste una versione in lingua francese, per la Timeli di Ginevra. La guerra infinita è stata anche tradotta in inglese e in spagnolo. Nottetempo pubblica anche Invece di questa sinistra, con il programma politico di Chiesa per le elezioni europee. Sempre nel 2004 Chiesa pubblica per le edizioni Piemme, assieme a Vauro, I peggiori crimini del comunismo, una denuncia satirica del passato "rosso" di alcune delle persone più vicine a Silvio Berlusconi, a quel tempo Presidente del Consiglio. Di questo libro esiste un'ulteriore versione del 2005.
Nel 2005 pubblica Cronache marxiane, Fazi, Roma. Guidato dalle domande di Massimiliano Panarari, Chiesa si scaglia contro il nuovo imperialismo e il "superclan" dei padroni del mondo – dalle banche d'affari anglosassoni ai soci di Osama bin Laden, da Berlusconi a George W. Bush – nonché contro quella che definisce la "macchina dei sogni", l'onnipervasivo sistema contemporaneo dei media che esercita un'influenza sempre più forte sulle menti. Due anni prima aveva denunciato la natura, a suo parere strumentale, dei pretesti con cui erano state scatenate le guerre in Iraq e Afghanistan, assieme a un novero ristretto di collaboratori come Franco Cardini, Fabio Mini e Marco Tarchi. Sugli stessi temi scrive Prima della tempesta, Nottetempo, 2006.
Nel corso del 2006, assieme a Megachip, ha promosso un gruppo di lavoro che indaga sulle vicende degli attentati dell'11 settembre 2001, fortemente critico nei confronti delle inchieste tecniche e giudiziarie e delle interpretazioni correnti dei mass media. All'interno di questo gruppo di lavoro Chiesa è autore, insieme a Franco Fracassi, di Zero - Inchiesta sull'11 settembre, un film documentario in chiave cospirazionista, presentato in anteprima nel 2007 nella sezione documentari al festival di Roma, ma messo in vendita per il pubblico solo a maggio del 2008, con significativi tagli e correzioni. Le ipotesi proposte nel film sono state totalmente smontate da vari gruppi di debunking, sia italiani sia stranieri, in particolare da parte del gruppo italiano "Undicisettembre", di cui è portavoce il giornalista Paolo Attivissimo, che ha pubblicato un resoconto, dal nome Zerobubbole, che elenca con ricchezza di fonti 117 errori nel film. Vengono evidenziati errori logici e fattuali, tagli ad arte, fonti inattendibili e perfino informazioni totalmente inventate, come il fatto che non si potrebbe sorvolare il Pentagono, che si trova in realtà vicinissimo a un trafficatissimo aeroporto civile, il "Reagan" e viene quindi regolarmente sorvolato da aerei in decollo dalla pista 33 o in atterraggio sulla 15. Chiesa ricorse a cartoni animati per mostrare inesistenti difese missilistiche sul Pentagono.
Nel 2007 Chiesa firma due nuovi volumi: Le carceri segrete della CIA in Europa, scritto con due dei più stretti collaboratori, Francesco De Carlo e Giovanni Melogli, e un libro associato al già citato film Zero, un volume collettivo, curato insieme a un altro dei suoi collaboratori, Roberto Vignoli, a cui Chiesa ha contribuito con l'introduzione e un ampio saggio di geopolitica (Europa, perché Marte ha sconfitto Venere).

### Parlamentare europeo

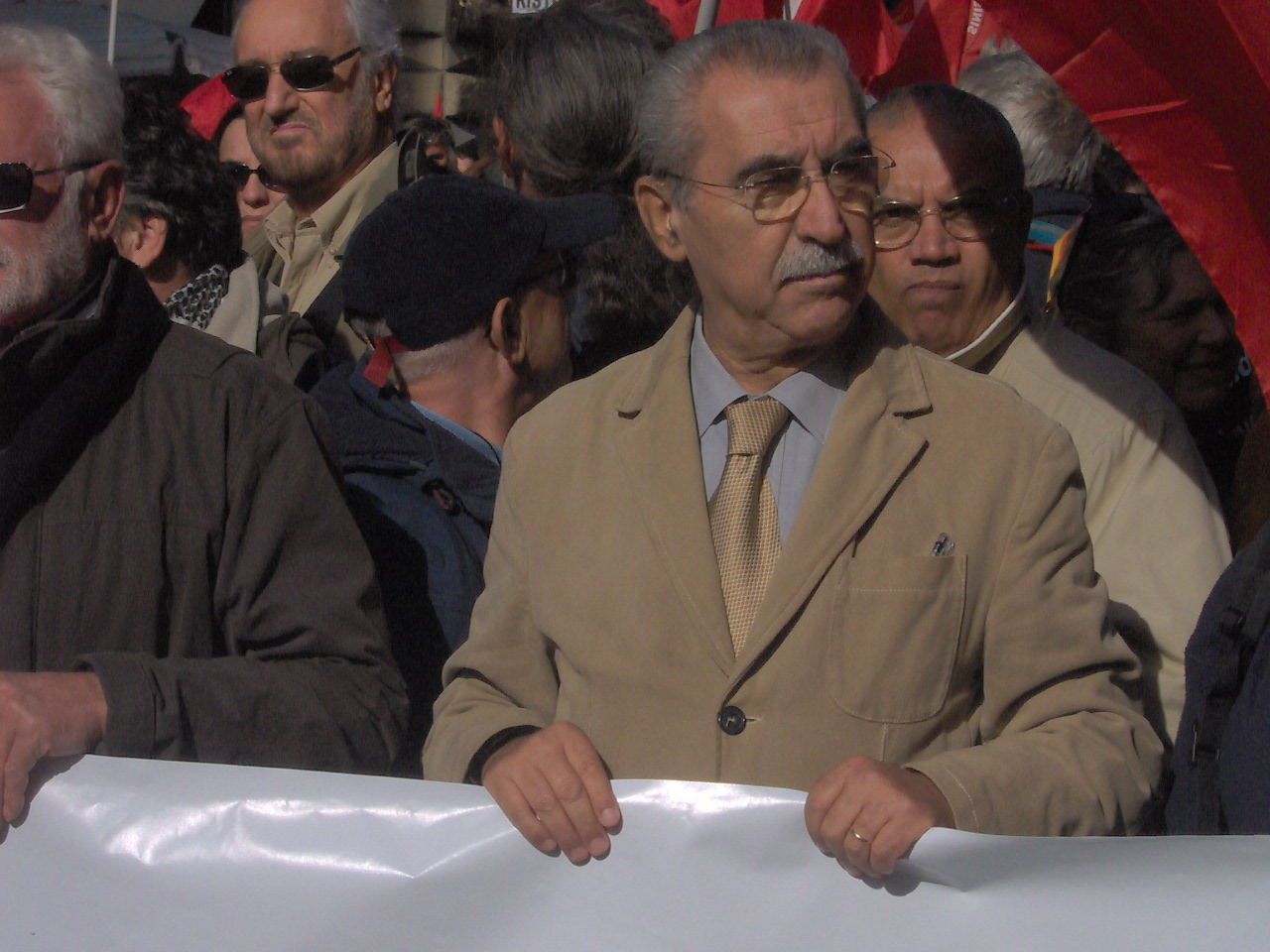
Giulietto Chiesa ad una manifestazione a Roma il 20 ottobre 2007

Nel 2003 aderisce, da indipendente, all'alleanza politica fra Antonio Di Pietro e Achille Occhetto ed è candidato alle elezioni europee del 2004 per la lista "Di Pietro - Occhetto - Società civile". Chiesa raccoglie oltre 14 000 preferenze nella circoscrizione Nord Ovest, quasi ottomila nel Nord Est e 11 988 al Centro. Viene eletto al Parlamento europeo per la circoscrizione Nord-Ovest in sostituzione di Occhetto, che opta per mantenere il seggio al Senato.
Divenuto europarlamentare si è iscritto al gruppo liberale dell'ALDE, per poi lasciarlo il 17 maggio 2006 e divenire indipendente nel Gruppo Socialista del Parlamento Europeo (PSE) affermando che si trattava di "una collocazione più naturale in considerazione del mio passato politico e delle mie posizioni su numerose questioni cruciali della vita contemporanea". In seno al Parlamento europeo è stato nominato, dal 2005 al 2007, vicepresidente della Commissione per il commercio internazionale, membro della Commissione per la cultura e l'istruzione, della Sottocommissione per la sicurezza e la difesa, della Delegazione alla commissione di cooperazione parlamentare UE-Russia, della Delegazione alle commissioni di cooperazione parlamentare UE-Kazakistan, UE-Kirghizistan e UE-Uzbekistan e per le relazioni con il Tagikistan, il Turkmenistan e la Mongolia.
Diventa presidente dell'associazione MegaChip e membro della Presidenza Nazionale dell'associazione Gruppo del Cantiere per il bene comune insieme ad Achille Occhetto, che ne è il presidente nazionale, Elio Veltri, Antonio Falomi e Diego Novelli. Del gruppo ha fatto parte anche l'economista Paolo Sylos Labini, morto nel 2005.

### Attività successive

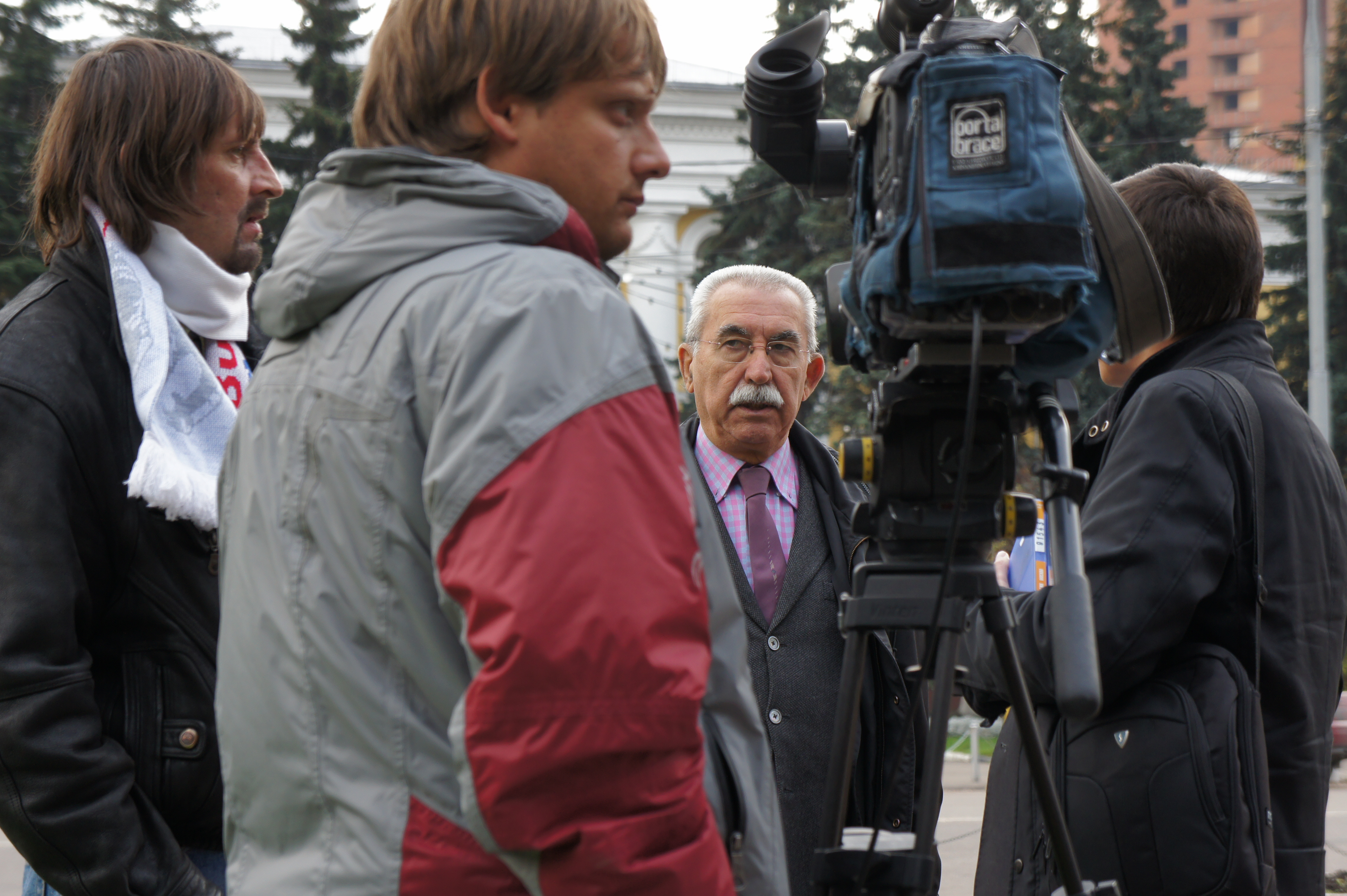
Giulietto Chiesa a Chimki nel 2012

Nelle elezioni europee del 2009 viene candidato, in Lettonia, per la lista "Per i diritti umani in una Lettonia unita" (in lettone, Apvienība "Par cilvēka tiesībām vienotā Latvijā" o PCTVL), una formazione che rappresenta la minoranza russa in Lettonia e che elegge una deputata. Chiesa non risulta eletto.
Nel gennaio 2010, tramite un appello-manifesto pubblicato sul suo sito www.giuliettochiesa.it, dà il via all'associazione politica "Alternativa".
Alle elezioni regionali siciliane del 2012 sostiene la candidatura di Giancarlo Cancelleri, del Movimento 5 Stelle, alla presidenza della Regione Siciliana.

#### Analisi crisi ucraina
Il 15 dicembre 2014 è fermato e poi espulso da Tallinn in Estonia, dove si era recato per una conferenza sulla crisi ucraina.
Sempre nel 2014 e poi nel 2015 si segnala per alcune analisi sulla crisi ucraina, in cui argomentava che la guerra del Donbass potesse fungere da preludio per una terza guerra mondiale, e sostiene che riguardo alla guerra del Donbass i media occidentali avrebbero falsificato i fatti:
Il 15 novembre 2017, insieme ad Antonio Ingroia, fonda un nuovo partito denominato "La Mossa del Cavallo"; successivamente il nome verrà cambiato nel definitivo "Lista del Popolo per la Costituzione". Alle elezioni politiche del 2018, il partito si presenta in 9 circoscrizioni per la Camera e 7 per il Senato senza ottenere alcun seggio.

#### Pandora TV
Nel 2014 fonda Pandora TV, televisione online, nella cui redazione multimediale svolge il ruolo di coordinatore. La testata online, della cui redazione fa parte, tra gli altri, Pino Cabras, deputato del Movimento 5 Stelle, è dedicata all'"attualità italiana e internazionale". Possiede l’esclusiva, in Italia, delle immagini della rete Russia Today e della sua sussidiaria Ruptly, che integra con contenuti prodotti dalla redazione. Dopo la morte di Chiesa, Pandora TV ha chiuso la sua attività.

#### Attività diblogger
Giulietto Chiesa ha tenuto per anni un blog, dapprima personale, poi ospitato sul sito de il Fatto Quotidiano. Un suo post successivo agli attentati del 2016 a Bruxelles, nel quale sostiene l'ipotesi della presenza di una "cabina di regia", ha provocato l'esplicita presa di distanze da parte del direttore Peter Gomez, che ha definito le tesi presentate nell'articolo come "strampalate". Ha assunto posizioni filo-russe in merito all'intervento militare nella guerra civile siriana, seguita alla primavera araba del 2010-2011, negando l'uso di armi chimiche da parte del presidente Bashar al-Assad.
Il suo nome compare nella lista del sito ucraino Myrotvorec' con la scritta liquidato, per le sue posizioni filorusse.

## Idee critiche sul sistema
Fortemente critico verso il mondo dell'informazione in Occidente, che riteneva incompatibile con il suo impegno civile e politico, ha più volte sostenuto posizioni accertate e in particolare era noto per il suo sostegno alle teorie sulle scie chimiche, sull'autoattentato dell'11 settembre e sui presunti terremoti "artificiali".

## Riconoscimenti
Per la sua attività giornalistica, ha ricevuto nel 2002 il Premio Nazionale Cultura della Pace.

## Opere
- Obiettivo Teheran. Il bliz di Carter e i suoi retroscena, Bari, De Donato, 1980.
- L'Urss che cambia, con Roj Medvedev, Roma, Editori Riuniti, 1987. ISBN 88-359-3058-8.
- La rivoluzione di Gorbačëv. Cronaca della perestrojka, con Roj Medvedev, Milano, Garzanti, 1989. ISBN 88-11-73993-4.
- Transizione alla democrazia. La nascita delle forze politiche in Urss, Roma, Lucarini, 1990. ISBN 88-7033-386-8.
- Cronaca del golpe rosso, Milano, Baldini & Castoldi, 1991. ISBN 88-85988-02-4.
- Da Mosca. Alle origini di un colpo di Stato annunciato, Roma-Bari, Laterza, 1993. ISBN 88-420-4333-8.
- Russia addio, Roma, Editori Riuniti, 1997. ISBN 88-359-4046-X; 2000. ISBN 88-359-4827-4.
- Roulette russa. Cosa succede nel mondo se la Russia va in pezzi, Milano, Guerini, 1999. ISBN 88-8335-043-X.
- Afghanistan anno zero, con Vauro, Milano, Guerini, 2001. ISBN 88-8335-242-4.
- G8/Genova, Torino, Einaudi, 2001. ISBN 88-06-16170-9.
- La guerra infinita, Milano, Feltrinelli, 2002. ISBN 88-07-71001-3.
- La guerra come menzogna, Roma, Nottetempo, 2003. ISBN 88-7452-024-7.
- Superclan. Chi comanda l'economia mondiale?, con Marcello Villari, Milano, Feltrinelli, 2003. ISBN 88-07-71010-2.
- Invece di questa sinistra, Roma, Nottetempo, 2004. ISBN 88-7452-099-9.
- I peggiori crimini del comunismo, con Vauro, Casale Monferrato, Piemme, 2004. ISBN 88-384-8129-6; 2005. ISBN 88-384-8146-6.
- Cronache marxziane, Roma, Fazi, 2005. ISBN 88-8112-623-0.
- La virtualizzazione del reale e la fucina delle illusioni, in Brandelli d'Italia, Taranto, Chimienti, 2005. ISBN 88-901093-5-1.
- Il libretto rosso, ovvero La cazzata Potiomkin, con Vauro, Casale Monferrato, Piemme, 2006. ISBN 88-384-8669-7.
- Prima della tempesta, Roma, Nottetempo, 2006. ISBN 88-7452-084-0.
- Zero. Perché la versione ufficiale sull'11/9 è un falso, Casale Monferrato, Piemme, 2007. ISBN 978-88-384-6838-4.
- Le carceri segrete della CIA in Europa, con Francesco De Carlo e Giovanni Melogli, Casale Monferrato, Piemme, 2007. ISBN 978-88-384-8945-7.
- Il candidato lettone. Inedite avventure di un alieno in Europa, Milano, Ponte alle Grazie, 2010. ISBN 978-88-6220-123-0.
- Zero 2. Le pistole fumanti che dimostrano che la versione ufficiale sull'11/9 è un falso, a cura di, Casale Monferrato, Piemme, 2011. ISBN 978-88-566-2279-9.
- Giulietto Chiesa e Pino Cabras, Barack Obush. La liquidazione di Osama, l'intervento in Libia, la manipolazione delle rivolte arabe, la guerra all'Europa e alla Cina: colpi di coda di un impero in declino, Ponte alle Grazie, 2011, ISBN 978-88-6220-450-7.
- Invece della catastrofe. Perché costruire un'alternativa è ormai indispensabile, Casale Monferrato, Piemme, 2013. ISBN 978-88-566-3145-6.
- È arrivata la bufera, Casale Monferrato, Piemme, 2015, ISBN 978-88-566-4778-5
- La congiura lituana. Come uccisero l'Urss e cosa accadde a chi tentò di salvarla di Galina Sapožnikova, introduzione di Giulietto Chiesa, Sandro Teti Editore, ISBN 978-88-88249-70-4
- Putinfobia, Casale Monferrato, Piemme, 2016, ISBN 978-88-566-5453-0
- Chi ha costruito il Muro di Berlino?, in Revoluzione, Torino, Uno Editori, 2019, ISBN 978-88-3380-051-6